# Абдурахман Вабері
Абдурахман Вабері (фр. Abdourahman Waberi, 20 липня 1965, Джибуті, тоді — заморська територія Франції) — джибутійський письменник. Живе у Франції, пише французькою мовою.

## Біографія
З небагатої сім'ї. У 1985 приїхав у Францію, навчався англістики в Кані, потім в університеті Бургундії в Діжоні. У 1993 захистив диплом по творчості Нуруддіна Фараха, почав працювати над дисертацією, де задумував зіставити творчість Фараха і Ассії Джебар, не завершив її. Дебютував як прозаїк в 1994 році. У 1996—2005 викладав англійську мову в ліцеях Руана і Лізьє.

## Твори
- Край без тіні/ Le Pays sans ombre (новели), Serpent à plumes, Paris, 1994 (Головна премія за франкомовну новелу Королівської академії французької мови і літератури Бельгії)
- Записки номада/ Cahier nomade (новели), Serpent à plumes, Paris, 1996 (Велика літературна премія Африки)
- L œil nomade: voyage à travers le pays Djibouti, CCFAR/L Harmattan, Djibouti/Paris, 1997
- Бальбала/ Balbala (роман), Serpent à plumes, Paris, 1998
- Урожай черепів/ Moisson de crânes, Serpent à plumes, Paris, 2000 (про геноцид в Руанді)
- Les Nomades, mes frères vont boire à la Grande Ourse (поема), Hachette Éducation, Paris, 2000
- Rift, routes, rails (роман), Gallimard, Paris, 2001
- Транзит/ Transit (роман), Gallimard, Paris, 2003
- У Сполучених Штатах Африки/ Aux États-Unis d'afrique (роман), Jean-Claude Lattès, Paris, 2006
- Пасаж сліз/ Passage des larmes (роман), Jean-Claude Lattès, Paris, 2009

## Визнання
Премія Стефана Георге (Дюссельдорф, 2006) та ін. нагороди. У 2010 входив до журі Дублінської літературної премії. У 2005—2006 — гість DAAD в Берліні, 2010-2011 роки — стипендіат Французької академії в Римі (Вілла Медічі). Проза Вабері перекладена на багато мов Європи, на сомалійську мову, видана шрифтом Брайля. У 2005 французький журнал Lire включив його в число 50 письменників завтрашнього дня. Жан-Марі Гюстав Леклезіо згадав його у своїй нобелівській промові (2008) як одного з найбільших письменників Африки. В 2010 році в Автономному університеті Барселони відбувся міжнародний колоквіум, присвячений творчості Вабері.